# Herwart Grosse
Herwart Grosse (17 de abril de 1908 – 27 de octubre de 1982) fue un actor, director y guionista alemán.

## Biografía

### Inicios
Su nombre completo era Herwart Willy Grosse, y nació en Berlín, Alemania. A petición de sus padres completó un aprendizaje comercial en un taller de maquinaria. Posteriormente se involucró en actividades políticas con el comunista Junge Volksbühne, a la vez que trabajaba un breve tiempo como representante de ventas y tintorero, hasta quedar desempleado. En 1932 ingresó en el Partido Comunista de Alemania, trabajando en el club de lectura de la organización. Allí descubrió su pasión por la actuación, y fue actor aficionado. Actuó en la Roter Revue de Hans Rodenberg y, en 1933, en la comedia satírica de Kurt Bork Es geht nicht um die Wurst, en la cual tuvo el papel principal.
Tomó lecciones de Paul Bildt, a cuya hija había conocido actuando en el Jungen Volksbühne, examinándose en septiembre de 1933. En ese momento no obtuvo ningún contrato permanente, aunque pudo actuar en el Preußischen Staatstheater gracias a su maestro, y entre 1934 y 1938 en el Theater der Jugend. En 1938 llegó al Teatro Schiller, donde hizo pequeños papeles durante unos años bajo la dirección de Heinrich George. En esa época hizo también sus primeros papeles para el cine, actuando en cintas como Andreas Schlüter (1942, de Herbert Maisch) y Die Degenhardts (1944, de Werner Klingler).
En 1944 se cerró el Teatro Schiller, y Grosse, que no estaba exento del servicio militar, fue reclutado por la Wehrmacht como granadero Panzer para luchar durante la Segunda Guerra Mundial, siendo hecho prisionero por los soviéticos.

### Teatro
Finalizada la guerra y liberado de su cautiverio, Grosse regresó a Berlín, donde actuó en la obra La ópera de los tres centavos en el Teatro Hebbel. Paul Bildt lo llevó finalmente en 1946 al Deutsches Theater de Berlín, donde debutó con el estreno mundial de la obra de Friedrich Wolf Beaumarchais el 9 de marzo de 1946. Grosse siguió trabajando en dicho teatro hasta el momento de su muerte.
El 7 de agosto de 1946 actuó en el estreno de Kabale und Liebe, bajo la dirección de Gustav von Wangenheim, obteniendo críticas positivas que le facilitaron su trayectoria teatral, cinematográfica y radiotelevisiva. Grosse representó muchas obras clásicas en el Deutsches Theater, como la de Gotthold Ephraim Lessing Nathan el Sabio, Somow und andere (de Máximo Gorki) y Geliebter Lügner (de Jerome Kilty).
Grosse dirigió teatro por vez primera en 1951, Maria Stuart, trabajando después en obras como La importancia de llamarse Ernesto (de Oscar Wilde) y Shakespeare dringend gesucht (de Heinar Kipphardt). En 1971, 20 años después, dirigió su última producción, Der Parasit.
Su larga trayectoria le valió formar parte durante varios años del Consejo Artístico del Deutsches Theater de Berlín.

### Cine
A partir de 1947 Grosse participó en numerosas películas rodadas por la Deutsche Film AG, haciendo sobre todo papeles de reparto, a menudo de malvados. Entre sus cintas más destacadas figuran la de Kurt Maetzig Der Rat der Götter (1950), Professor Mamlock (1961) y Der Fall Gleiwitz (1961). Trabajó también en la serie de cortometrajes satíricos Das Stacheltier, alguno de los cuales dirigió en 1960, y actuó en la producción infantil de 1967 Turlis Abenteuer. Su último papel televisivo tuvo lugar en 1982 en la serie Martin Luther, en la cual encarnaba a Johann von Staupitz.
Herwart Grosse falleció en Berlín en 1982. Fue enterrado en el Cementerio Pankow IV, en Berlín. Tuvo dos hijos, uno de ellos el director teatral Michael Grosse.

## Filmografía (selección)
- 1942 : Andreas Schlüter
- 1944 : Der Verteidiger hat das Wort
- 1944 : Die Degenhardts
- 1948 : Straßenbekanntschaft
- 1948 : Und wieder 48
- 1948 : Berliner Ballade
- 1950 : Der Rat der Götter
- 1952 : Karriere in Paris
- 1952 : Das verurteilte Dorf
- 1954 : Das geheimnisvolle Wrack
- 1955 : Robert Mayer – Der Arzt aus Heilbronn
- 1958 : Das Lied der Matrosen
- 1958 : Unternehmen Teutonenschwert
- 1958 : Der junge Engländer
- 1959 : Ware für Katalonien
- 1959 : Bevor der Blitz einschlägt
- 1961 : Der Fall Gleiwitz
- 1961 : Professor Mamlock
- 1962 : Minna von Barnhelm oder Das Soldatenglück
- 1962 : Freispruch mangels Beweises
- 1962 : Josef und alle seine Brüder (telefilm)
- 1962 : Ach, du fröhliche …
- 1963 : Sonntagsfahrer
- 1964 : Pension Boulanka
- 1964 : Mir nach, Canaillen!
- 1965 : Wolf unter Wölfen (miniserie TV)
- 1965 : Karla
- 1965 : Kommando 52
- 1965 : Die besten Jahre
- 1966 : Fräulein Schmetterling
- 1967 : Geisterstunde
- 1967 : Turlis Abenteuer
- 1968 : Piloten im Pyjama (serie TV)
- 1968 : Schüsse unterm Galgen
- 1968–1970 : Ich – Axel Cäsar Springer (serie TV)
- 1969 : Seine Hoheit – Genosse Prinz
- 1969 : Der Engel im Visier (telefilm)
- 1970 : Der Mörder sitzt im Wembley-Stadion (telefilm)
- 1970 : Netzwerk
- 1971 : Husaren in Berlin
- 1972 : Die gestohlene Schlacht
- 1973 : Wolz – Leben und Verklärung eines deutschen Anarchisten
- 1976 : Die Leiden des jungen Werthers
- 1976 : Beethoven – Tage aus einem Leben
- 1976 : Lasset die Kindlein… (telefilm)
- 1977 : Trampen nach Norden
- 1979 : Stine (telefilm)
- 1979 : Lachtauben weinen nicht
- 1980 : Levins Mühle
- 1980 : Die Heimkehr des Joachim Ott (telefilm)
- 1981 : Kippenberg (telefilm)
- 1983 : Martin Luther (serie TV)

## Teatro
Director
- 1951 : Friedrich Schiller: Maria Stuart (Deutsches Theater Berlin – Kammerspiele)
- 1951 : Adam Tarn: Ein gewöhnlicher Fall (Deutsches Theater Berlin – Kammerspiele)
- 1953 : Roger Vailland: Colonel Foster ist schuldig, dirección con Wolfgang Langhoff (Deutsches Theater Berlin – Kammerspiele)
- 1953 : Heinar Kipphardt: Shakespeare dringend gesucht, dirección con Wolfgang Langhoff (Deutsches Theater Berlin – Kammerspiele)
- 1953 : Alexander Kron: Das tote Tal (Deutsches Theater Berlin)
- 1956 : Oscar Wilde: La importancia de llamarse Ernesto (Deutsches Theater Berlin – Kammerspiele)
- 1959 : Autor desconocido: Die Trickbetrügerin und andere merkwürdige Begebenheiten (Deutsches Theater Berlin – Kammerspiele)
- 1971 : Friedrich Schiller: Der Parasit (Deutsches Theater Berlin – Kleine Komödie)

Actor
- 1948 : Konstantin Trenjow: Ljubow Jaworaja, dirección de Hans Rodenberg (Palais am Festungsgraben)
- 1948 : Aleksandr Ostrovski: Wölfe und Schafe, dirección de Ernst Legal (Deutsches Theater Berlin)
- 1949 : Bertolt Brecht: Madre Coraje y sus hijos, dirección de Erich Engel (Berliner Ensemble en Deutschen Theater Berlin)
- 1949 : Friedrich Wolf: Tai Yang erwacht, dirección de Wolfgang Langhoff (Deutsches Theater Berlin)
- 1950 : Ernst Fischer: Der große Verrat, dirección de Wolfgang Langhoff (Deutsches Theater Berlin)
- 1951 : Johann Wolfgang von Goethe: Egmont, dirección de Wolfgang Langhoff (Deutsches Theater Berlin)
- 1954 : Máximo Gorki: Ssomow und Andere, dirección de Wolfgang Heinz (Deutsches Theater Berlin)
- 1955 : Alfred Matusche: Die Dorfstraße, dirección de Hannes Fischer (Deutsches Theater Berlin – Kammerspiele)
- 1955 : Johann Nestroy: Theaterg’schichten, dirección de Emil Stöhr (Deutsches Theater Berlin)
- 1955 : Gerhart Hauptmann: Vor Sonnenuntergang, dirección de Wolfgang Heinz (Deutsches Theater Berlin)
- 1955 : Gotthold Ephraim Lessing: Nathan el Sabio, dirección de Adolf Peter Hoffmann (Deutsches Theater Berlin)
- 1956 : Peter Hacks: Eröffnung des indischen Zeitalters, dirección de Ernst Kahler (Deutsches Theater Berlin)
- 1958 : Erich Maria Remarque: Die letzte Station, dirección de Emil Stöhr (Deutsches Theater Berlin – Kammerspiele)
- 1959 : Friedrich Schiller: Wallenstein, dirección de Karl Paryla (Deutsches Theater Berlin)
- 1959 : Máximo Gorki: Sommergäste, dirección de Wolfgang Heinz (Deutsches Theater Berlin)
- 1960 : Erwin Strittmatter: Die Holländerbraut, dirección de Benno Besson (Deutsches Theater Berlin)
- 1961 : Günter Weisenborn Die Illegalen, dirección de Ernst Kahler/Horst Drinda (Deutsches Theater Berlin – Kammerspiele)
- 1962 : Friedrich Schiller: Wilhelm Tell, dirección de Wolfgang Langhoff (Deutsches Theater Berlin)
- 1962 : George Bernard Shaw: Haus Herzenstod, dirección de Wolfgang Heinz (Deutsches Theater Berlin – Kammerspiele)
- 1962 : Nikolai Pogodin: Der Mann mit dem Gewehr, dirección de Horst Schönemann (Deutsches Theater Berlin)
- 1963 : Johann Wolfgang von Goethe : Iphigenie auf Tauris,
- 1963 : Rolf Schneider: Prozeß Richard Waverly, dirección de Wolf-Dieter Panse (Deutsches Theater Berlin – Kammerspiele)
- 1965 : Jean Bruller: Zoo oder der menschenfreundliche Mörder, dirección de Bojan Danowski (Deutsches Theater Berlin – Kammerspiele)
- 1965 : León Tolstói: Guerra y paz, dirección de Wolfgang Heinz/Hannes Fischer (Deutsches Theater Berlin)
- 1965 : Alfred Matusche: Der Regenwettermann, dirección de Wolf-Dieter Panse (Deutsches Theater Berlin – Lesetheater)
- 1967 : Rolf Schneider: Prozeß in Nürnberg, dirección de Wolfgang Heinz (Deutsches Theater Berlin)
- 1967 : Máximo Gorki: Feinde, dirección de Wolfgang Heinz (Deutsches Theater Berlin)
- 1968 : Johann Wolfgang von Goethe: Fausto, dirección de Wolfgang Heinz/Adolf Dresen (Deutsches Theater Berlin)
- 1969 : Günther Rücker: Der Herr Schmidt, dirección de Friedo Solter (Deutsches Theater Berlin)
- 1970 : Isaak Bábel: Maria, dirección de Adolf Dresen (Deutsches Theater Berlin – Kammerspiele)
- 1970 : Claus Hammel: Le Faiseur oder Warten auf Godeau, dirección de Hans Bunge/Heinz-Uwe Haus/Hans-Georg Simmgen (Deutsches Theater Berlin)
- 1972 : William Shakespeare: Ricardo III, dirección de Manfred Wekwerth (Deutsches Theater Berlin)
- 1974 : Máximo Gorki: Die falsche Münze, dirección de Ulrich Engelmann (Deutsches Theater Berlin – Kammerspiele)
- 1974 : Johann Wolfgang von Goethe: Götz von Berlichingen, dirección de Horst Schönemann (Deutsches Theater Berlin)
- 1980 : Helmut Bez: Jutta oder die Kinder von Damutz Olbers, dirección de Friedo Solter (Deutsches Theater Berlin en la Academia de las Artes de Berlín)
- 1982 : Mijaíl Bulgákov: Verschwörung der Heuchler, dirección de Thomas Langhoff (Palacio de la República)

## Radio
Director
- 1950 : Anna Seghers: Der Prozess der Jeanne d’Arc zu Rouen 1431 (Berliner Rundfunk)
- 1952 : Hans A. Joachim: Die Stimme Victor Hugos (Berliner Rundfunk)
- 1955 : A. G. Petermann: Die Premiere fällt aus (Rundfunk der DDR)
- 1957 : Walter Karl Schweickert/Gerhard Rentzsch: Der Weihnachtsmann lebt hinterm Mond (Rundfunk der DDR)
- 1958 : Henrik Ibsen: Stützen der Gesellschaft (Rundfunk der DDR)
- 1958 : Helmut Baierl: Die Feststellung (Rundfunk der DDR)

Actor
- 1947 : Hedda Zinner: Erde, dirección de Hedda Zinner (Berliner Rundfunk)
- 1949 : Aristófanes: Lisístrata, dirección de Carlheinz Riepenhausen (Berliner Rundfunk)
- 1950 : Karl Georg Egel: Das Hauptbuch der Solvays, dirección de Gottfried Herrmann (Berliner Rundfunk)
- 1951 : Maximilian Scheer: Der Hexenmeister, dirección de Werner Stewe (Berliner Rundfunk)
- 1951 : Egon Erwin Kisch: Landung verboten, dirección de Werner Stewe (Berliner Rundfunk)
- 1951 : Albert Maltz: Die Nächte enden, dirección de Werner Stewe (Berliner Rundfunk)
- 1952 : Howard Fast: 30 Silberlinge, dirección de Günther Rücker (Berliner Rundfunk)
- 1953 : Günther Rücker: Drachen über den Zelten, dirección de Günther Rücker (Berliner Rundfunk)
- 1954 : Alf Scorell/Kurt Zimmermann: Der Wundermann, dirección de Hans Busse (Rundfunk der DDR)
- 1954 : Friedrich Schiller: Los bandidos, dirección de Martin Flörchinger (Rundfunk der DDR)
- 1954 : Curt Goetz: Das Märchen, dirección de Ernst Kahler (Rundfunk der DDR)
- 1954 : Alf Scorell/Kurt Zimmermann: Der Wundermann, dirección de Hans Busse (Rundfunk der DDR)
- 1955 : Leonhard Frank: Die Ursache, dirección de Martin Flörchinger (Rundfunk der DDR)
- 1956 : Rolf Schneider: Das Gefängnis von Pont L'Eveque, dirección de Helmut Hellstorff (Rundfunk der DDR)
- 1956 : William Shakespeare: Hamlet, dirección de Martin Flörchinger (Rundfunk der DDR)
- 1956 : Béla Balázs: Wolfgang Amadeus Mozart, dirección de Joachim Witte (Rundfunk der DDR)
- 1957 : Gerhard Rentzsch (a partir de Vsevolod Vichnevski): Die Straße des Soldaten, dirección de Wolfgang Schonendorf (Rundfunk der DDR)
- 1958 : Günther Rücker: Der Bericht Nr. 1, dirección de Günther Rücker (Rundfunk der DDR)
- 1958 : Peter Erka: Autos machen Leute, dirección de Werner Wieland (Rundfunk der DDR)
- 1958 : Werner Weisenborn: Yang-Tse-Kiang, dirección de Werner Stewe (Rundfunk der DDR)
- 1959 : Karlernst Ziem/René Ziem: Der Fall Dinah Furner, dirección de Werner Grunow (Rundfunk der DDR)
- 1961 : Günter Koch/Fred Uhlman: Mordsache Brisson, dirección de Hans Knötzsch (Rundfunk der DDR)
- 1961 : Karl-Heinrich Bonn: Nächtlicher Besuch, dirección de Helmut Hellstorff (Rundfunk der DDR)
- 1963 : Anna Elisabeth Wiede: Das Untier von Samarkand, dirección de Flora Hoffmann (Rundfunk der DDR)
- 1963 : Rolf Schneider: Der Ankläger, dirección de Fritz Göhler (Rundfunk der DDR)
- 1963 : Joachim Goll: Eine kleine Hausmusik, dirección de Hans Knötzsch (Rundfunk der DDR)
- 1964 : Jacques Constant: General Frederic, dirección de Hans Knötzsch (Rundfunk der DDR)
- 1964 : Ephraim Kishon: Der Blaumilchkanal, dirección de Helmut Hellstorff (Rundfunk der DDR)
- 1965 : Richard Groß: Der Experte ist tot, dirección de Wolfgang Brunecker (Rundfunk der DDR)
- 1968 : Mikhail Shatrov: Bolschewiki, dirección de Wolf-Dieter Panse (Rundfunk der DDR)
- 1968 : Vito Blasi/Anna-Luisa Meneghini: Eiertanz, dirección de Hans Knötzsch (Rundfunk der DDR)
- 1968 : León Tolstói: Guerra y paz, dirección de Werner Grunow (Rundfunk der DDR)
- 1969 : Friedrich Schiller: La conjuración de Fiesco, dirección de Peter Groeger (Rundfunk der DDR)
- 1969 : Wolfgang Graetz/Joachim Seyppel: Was ist ein Weihbischof? Oder Antworten zur Akte Defregger, dirección de Edgar Kaufmann (Rundfunk der DDR)
- 1970 : Sófocles: Antígona, dirección de Martin Flörchinger (Rundfunk der DDR)
- 1971 : Gerhard Rentzsch: Das Amulett, dirección de Wolf-Dieter Panse (Rundfunk der DDR)
- 1972 : Ben Jonson: Volpone, dirección de Werner Grunow (Rundfunk der DDR)
- 1973 : Honoré de Balzac: Der Ehevertrag, dirección de Horst Liepach (Rundfunk der DDR)
- 1978 : Isaak Bábel: Maria, dirección de Joachim Staritz (Rundfunk der DDR)
- 1978 : Helmut Bez: Jutta oder die Kinder von Damutz, dirección de Fritz Göhler (Rundfunk der DDR)
- 1980 : Karl-Heinz Jakobs: Casanova in Dux, dirección de Barbara Plensat (Rundfunk der DDR)
- 1980 : Friedrich Schiller: Maria Stuart, dirección de Werner Grunow (Rundfunk der DDR)
- 1981 : Edwin Hoernle: Vom König, der die Sonne vertreiben wollte, dirección de Maritta Hübner (Rundfunk der DDR)
- 2002 : Marianne Weil/Stefan Dutt: Legionäre, Guerilleros, Saboteure, dirección de Marianne Weil/Stefan Dutt (DLR)

## Premios
- 1962 : Premio de Arte de la DDR
- 1966 : Premio Nacional de la RDA de 2ª categoría
- 1978 : Orden del Mérito Patriótico de plata
- 1979 : Premio Goethe de la ciudad de Berlín